# Coleophora enervatella
Coleophora enervatella é uma espécie de mariposa do gênero Coleophora pertencente à família Coleophoridae.